# Maria Braimoh
Maria Hajara Braimoh, née le 19 janvier 1990, est une joueuse nigériane de badminton.

## Carrière
Aux Jeux africains de 2007 à Alger, elle est médaillée d'or par équipe mixte.
Aux Championnats d'Afrique de badminton 2010 à Kampala, elle est médaillée d'argent en double dames avec Susan Ideh et médaillée de bronze en simple dames ; aux Championnats d'Afrique de badminton 2011 à Marrakech, elle est médaillée d'argent en double dames avec Susan Ideh et médaillée d'argent par équipe mixte. 
Aux Jeux africains de 2011 à Maputo, elle est médaillée d'or par équipe mixte et médaillée de bronze en simple dames.
Elle est médaillée de bronze en double dames avec Grace Gabriel et médaillée de bronze par équipe mixte aux Jeux africains de 2015 à Brazzaville.